# Д-4 (танк)

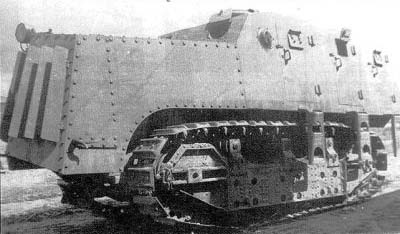
Д-14 - модификация Д-4

Д-4 (также известный как танк Дыренкова, танк Д или ДРС) — опытный советский двухбашенный средний колёсно-гусеничный танк межвоенного периода. Разработан в 1929—1931 годах. Единственный построенный опытный экземпляр показал неудовлетворительные результаты ходовых испытаний и не был завершён.

## История создания
26 июня 1926 года командование РККА и руководство ГУВП приняли «Трёхлетнюю программу танкостроения», предусматривавшую поставку на вооружение Красной армии в течение трёх лет современной бронетехники всех видов. Для этих целей были развёрнуты масштабные опытно-конструкторские работы, в рамках которых было начато проектирование танка сопровождения и маневренного танка — Т-18 и Т-12 соответственно.
Во второй половине 1920-х конструктором-самоучкой Николаем Ивановичем Дыренковым в частном порядке была начата разработка оригинального колёсно-гусеничного танка с возможностями движения по железным дорогам и преодоления водных преград, который должен был бы удовлетворять сформулированным в «Трёхлетней программе» требованиям к маневренному танку. 5 октября 1929 года, через несколько месяцев после одобрения проекта Т-12, конструктор обратился со своим проектом в РВС СССР, а 8 ноября того же года — выступил на очередном заседании последнего с докладом о «конструктивно-технических данных, боевых и тактических свойствах разработанной им системы — проект среднего маневренного танка», по результатам которого было принято постановление следующего содержания:

Признать целесообразным подвергнуть испытанию танк системы Д с каковой целью дать срочный заказ Ижорскому заводу на 6 опытных экземпляров танка со сроком сдачи первого танка не позднее 1 апреля 1930 года.
14 декабря 1929 года был открыт заказ Ижорскому заводу на изготовление танка конструкции Дыренкова стоимостью 95 000 рублей, причём 25% суммы перечислялись практически сразу; общая оценочная стоимость шести опытных экземпляров оценивалась в 927 000 рублей, и из-за отсутствия необходимых средств было принято решение о постройке только двух танков. В том же месяце на Ижорском заводе было создано возглавленное Дыренковым опытно-конструкторское и испытательное бюро УММ РККА, начавшее активную работу по проектированию получившего обозначение «Д-4» танка.
Общая компоновка танка Д-4 была закончена к февралю 1930 года, после чего было начато изготовление рабочих чертежей. Уже на этапе подготовки последних было выяснено, что предусматривавшееся первоначальным вариантом размещение на танке трёх башен с 45-мм орудиями не является оптимальным с точки зрения расположения вооружения и перегружает машину, в результате чего количество башен и орудий было сокращено до двух.
Активно начавшаяся работа по изготовлению танка вскоре затянулась, причиной чему послужили как сложность машины, так и действия самого главного конструктора. Во-первых, Дыренков одновременно с Д-4 работал ещё над несколькими проектами боевых машин (танки, танкетки, бронеавтомобили и мотоброневагоны), распыляя силы. Помимо этого, не имевший достаточного образования конструктор самостоятельно производил все расчёты, категорически отказавшись от помощи выделенных в его КБ инженеров, — как следствие, одни и те же чертежи переделывались по нескольку раз, а в некоторых расчётах были допущены ошибки. 22 мая 1930 года Константин Калиновский в докладе на имя Климента Ворошилова указывал следующее: 

Состояние работ по машине Д на Ижорском заводе таково, что Ваше задание по изготовлению опытного образца к 1 июля выполнено не будет. Основные причины следующие:
1. Рабочие чертежи по основным агрегатам Дыренков закончил только к 4 мая, в связи с чем детали по этим чертежам будут готовы только к 15 июня.
2. До настоящего времени нет чертежей: органов управления машиной, приводов к подъемным механизмам, рулевого управления при движении на колесном ходу.
В сложившейся ситуации Дыренков, оправдываясь, обвинил в задержке завод и его специалистов. Так, 29 октября 1930 года в донесении начальнику УММ РККА Иннокентию Халепскому он писал: 

Сообщаю, что вследствие обычных для Ижорского завода неполадок, коробки, поддерживающие танк на гусеничном ходу, в третий раз испорчены заводом. В настоящее время они отлиты в четвёртый раз. Корпус танка после переклепки сегодня ночью хвостовой части снят со станка. В работе остались шевронные шестерни передачи и редуктора, взамен испорченных заводом. С сегодняшнего дня начаты работы по сборке и монтажу наружных механизмов на корпусе.
В начале 1931 года ОКБ Дыренкова было переведено в Москву и было размещено на территории Московского железнодорожного ремонтного завода, где была произведена окончательная сборка Д-4. В марте того же года была произведена первая пробежка танка по заводскому двору на колёсах, однако ещё до начала основных испытаний стало ясно, что машина оказалась неудачной. Механизм смены хода работал успешно, но оказался слишком громоздким, сложным и ненадёжным для серийного производства и эксплуатации. Масса танка оказалась выше расчётной и составила около 15 т, при том что вооружение и оборудование для подводного хода ещё не были установлены. На колёсах машина даже по бетонному полу заводского цеха передвигалась с трудом. Неудачная конструкция трансмиссии приводила к частым поломкам и затрудняла движение на гусеничном ходу. В сочетании с оказавшейся недостаточной мощностью двигателей и неудачной системой опорных катков это делало заявленную скорость передвижения — до 35 км/ч на гусеницах — недостижимой.
Вскоре работы над показавшим свою бесперспективность Д-4 были прекращены, и был спешно разработан новый проект танка Д-5, предварительный вариант которого (без расчетов) был подан Дыренковым в сентябре 1931 года. Председатель НТК УММ Г. Бокис, незадолго до этого лично посетивший Московский железнодорожный ремонтный завод и ознакомившийся с ходом работ, выступил против нового проекта — так, 8 сентября докладывал Халепскому: 

Вам уже известен печальный опыт по изготовлению опытного образца танка Д-4, в результате чего мы не получили машины, а лишь израсходовали около миллиона рублей народных денег. Сам конструктор Дыренков как видно решил, что из этой машины ничего не выйдет и поэтому конструкцию Д-4 бросил и приступил к переконструированию танка по типу Д-5. У меня большие сомнения, что из этой машины что-нибудь выйдет и не будут ли опять потрачены миллионы рублей и в результате опять получим коробку с разными не действующими механизмами. В этом меня убеждает то обстоятельство, что машина Д-5 сохраняет основные механизмы Д-4.
При рассмотрении проекта Д-4 в НТК УММ конструктор не представил никаких расчетов к своему проекту, и все объяснения сводились к авторитетным заявлениям, что "обязательно все механизмы будут действовать, что называется на большой палец.
Я считаю совершенно излишними проведенные т. Дыренковым затраты на изготовление стальных коробок для определения давления воды на танк. Все это можно было бы сделать теоретически, путём привлечения специалистов, знакомых с расчетами подводных лодок.
Все это заставляет меня просить Вас:
1. Поручить т. Дыренкову представить в НТК все основные чертежи Д-5 с необходимыми расчетами.

2. До рассмотрения в НТК проекта и расчетов по танку Д-5 прекратить изготовление отдельных агрегатов по танку этого типа.
Обратившись напрямую к Михаилу Тухачевскому, Дыренков сумел добиться решения о постройке танка Д-5 Мариупольским заводом. В ноябре 1932 года были готовы макет машины в натуральную величину и рабочие чертежи, а также изготовлены некоторые детали и узлы — однако 1 декабря ОКБ Дыренкова было расформировано, а все его работы свёрнуты.

## Описание конструкции
Д-4 представлял собой танк классической двухбашенной компоновки с одноярусным расположением вооружения в двух диагонально ориентированных башнях. Отделение управления располагалось в лобовой части танка, боевое — в средней, моторно-трансмиссионное — в кормовой.

### Броневой корпус и башня
Корпус танка — вытянутой коробчатой формы, клёпаный, собиравшийся из катаных броневых листов. Две башни шестигранной формы расположены диагонально в передней части корпуса: передняя относительно продольной оси симметрии смещена к левому борту, задняя — к правому. Взаимное расположение башен давало каждой угол обстрела в 270° с возможностью одновременной стрельбы вперёд. Ходовая часть экранировалась, между экраном и корпусом танка была смонтирована массивная клепаная стальная коробка, на которую устанавливались элементы ходовой части.

### Вооружение
Вооружение танка состояло из двух 45-мм пушек конструкции Соколова и двух 7,62-мм пулемётов ДТ в башнях, а также двух 7,62-мм пулемётов ДТ в левой части лобового бронелиста.

### Средства наблюдения и связи
Танк Д-4 имел обычный для своего времени минимум приборов наблюдения: командир танка вёл наблюдение при помощи смотровых щелей, механик-водитель — при помощи стробоскопического прибора; также в лобовой части корпуса перед поворотными башнями были оборудованы две небольшие наблюдательные башенки цилиндрической формы.

### Двигатель и трансмиссия
В качестве силовой установки на танке Д-4 были использованы два импортных автомобильных четырёхцилиндровых бензиновых двигателя Hercules (МС-2) мощностью 105 л. с. каждый, оснащённых единой системой охлаждения. Трансмиссия — механическая с 4-скоростной коробкой перемены передач, с возможностью реверса, что позволяло двигаться вперёд и назад с одинаковой скоростью. Управление осуществлялось с помощью гидравлических усилителей.

### Ходовая часть
Ходовая часть танка — колёсно-гусеничная. Подвеска — рессорная, с использованием листовых рессор автомобильного типа.
Гусеничный ход применительно к одному борту состоял из заднего ведущего, переднего направляющего и трех сдвоенных опорных катков большого диаметра, поддерживающие катки отсутствовали. Опорные катки вместе с рессорами крепились на коробке между основным корпусом и экраном. Каждый трак состоял из нижней штампованной и верхней литой частей, ширина трака — 420 мм.
Колесный ход — четыре автомобильных колеса, установленных на осях ведущих и направляющих катков с внешней стороны экрана. Передняя пара колёс была управляемой.
Переход между гусеничным и колёсным ходом осуществлялся с помощью двух домкратов с приводом от двигателя машины, менявшими вертикальное положение коробки с опорными катками: при поднятии последней танк становился на автомобильные колёса.
В передней и задней части танка под днищем были смонтированы две железнодорожные колёсные пары, благодаря которым машина могла использоваться в качестве бронедрезины.
Для форсирования водных преград предусматривалось использование оборудования для подводного хода.

## Сохранившиеся экземпляры
Единственный построенный экземпляр танка не сохранился. На сегодняшний день известны только две сохранившиеся фотографии машины.

### Сноски
1. ↑  Управление моторизации и механизации РККА
2. ↑  Научно-технический комитет